# ANT1 Group
Antenna Entertainment (fostul ANT1 Group, cunoscut și sub numele de Antenna Group), este cea mai mare companie media din Grecia. A fost înființată la 9 august 1989 de către Minos Kyriakou, președintele și fondatorul grupului Antenna. În prezent, Kyriakou conduce un imperiu media ale cărui operațiuni includ difuzarea, publicarea, serviciile Internet, telecomunicațiile și o casă de discuri. Piatra de temelie a companiei este ANT1 TV, una dintre cele mai mari și mai de succes rețele de televiziune private din Grecia. 
Grupul ANT1 și-a extins, de asemenea, operațiunile în străinătate, lansând emisiuni internaționale de televiziune ANT1 pentru publicul grec din străinătate. În prezent, operează posturi care emit în America de Nord, Europa, Australia și Asia.

## Istorie
Afacerea de televiziune a Antenna Group a început în 1989, când Antenna TV a fost lansată ca unul dintre primele canale private de televiziune din Grecia. ANT1 TV a devenit rapid principalul radiodifuzor al țării, construit pe o strategie axată pe spectator.
Grupul ANT1 s-a extins lansând la nivel internațional ANT1 Satellite în 1993 și ANT1 Pacific în 1997. ANT1 Satellite a fost prima rețea grecească care a difuzat publicului din America de Nord, în timp ce ANT1 Pacific a adus "cel mai bun din" ANT1 TV în Australia și în coasta Pacificului.
În anii următori, ANT1 Group și-a extins activitatea dincolo de lumea audiovizualului, inclusiv lansarea Audiotex (societatea de telecomunicații), Daphne Communications S.A. (editură), Heaven Music (etichetă de înregistrare) și ANTEL (transmisie wireless).
În 2000, Antenna a achiziționat Nova Television Bulgaria pentru 3 milioane de dolari și a vândut-o în 2008 pentru 970 de milioane de dolari. Aceasta a reprezentat una dintre cele mai mari randamente ale investiției realizate vreodată de o companie media europeană.
În 2010, Antenna Group a achiziționat Fox Televizija, de la News Corporation din Serbia, și a vândut-o în 2019 pentru 180 de milioane de euro. A redenumit canalul ca PRVA și a implementat un plan de restructurare care a transformat postul în canalul comercial FTA TV numărul 1 în puțin peste un an. PRVA este în prezent cea mai puternică casă media din țară, difuzând conținut produs local și internațional.
Antenna Group și-a extins amprenta în Europa de Sud-Est în Muntenegru în 2011, prin achiziția Pro TV și Pro FM, ulterior rebrandate ca PRVA, care au fost vândute și ca parte a acordului cu Serbia în 2019.
În 2013, Grupul a format un joint venture cu Telekom Slovenije pentru a dezvolta și opera canalul Planet TV în Slovenia, pe care l-a vândut ulterior în 2019.
În 2014, Grupul a finalizat achiziția postului TV muzical, Kiss TV, din România de la ProSiebenSat.1. Grupul are o prezență și în Cipru, prin colaborarea sa cu Antenna TV Cyprus.
Din 1 octombrie 2021 Antenna Group a preluat aceste canale - AXN, Sony şi Viasat (Viasat 3 și Viasat 6) de la Sony Pictures Entertainment. Posturile se văd în 12 ţări: Polonia, Ungaria, Cehia, România, Bulgaria, Slovacia, Croaţia, Serbia, Slovenia, Bosnia şi Herțegovina, Macedonia de Nord şi Muntenegru. Acordul include un total de 22 de posturi TV și servicii OTT pe 12 piețe. În plus față de canalele AXN din regiune, există, printre altele, maghiarele Viasat 3, Viasat 6 și Sony Channel. Deși Antenna Group a menționat și canalele Viasat din regiune în anunț, aceasta se referă doar la stațiile menționate anterior de pe piața maghiară. A fost cumpărat de Sony în 2015.
Datorită achiziției Sony Pictures Entertainment, Antenna Group a fost redenumit în Antenna Entertainment.

## Portofoliu

### Canale TV
Grecia
- ANT1
- Makedonia TV

Cipru
- ANT1 Cyprus

România
- AXN
- AXN Black
- AXN Spin
- AXN White
- Kiss TV
- Magic TV
- Rock TV

Ungaria
- AXN
- Sony Max
- Sony Movie Channel
- Viasat 3
- Viasat 6

Polonia
- AXN
- AXN Black
- AXN Spin
- AXN White

Europa Centrală și de Est
- AXN
- AXN Black
- AXN White

Balcani
- AXN Spin

Internațional
- ANT1 Europe
- ANT1 Pacific
- ANT1 Satellite

### Canale închise
- ANT1 Prime (canal producții clasice ANT1 din America de Nord)
- B92 Info (canal de știri 24 de ore din Serbia și Muntenegru)
- Blue (canal de muzică din America de Nord și Australia)

### Canale neinvestite
- Nova (vândut către Modern Times Group (TMG) și mai târziu Advance Media. În prezent este deținut de United Group)
- Planet TV Slovenia (Joint venture între Telekom Slovenije și TV2 Media Csoport)
  - Planet 2
  - Planet Plus
- Prva Srpska Televizija (vândut către Kopernikus Corporation)
  - B92
  - Prva Files
  - Prva Kick
  - Prva Life
  - Prva Max
  - Prva Plus
  - Prva World

### Canale radio
Grecia
- Easy 97.2 FM (Athens)
- Easy 97.5 FM (Thessaloniki)
- Rythmos 94.9 FM (Athens)

Cipru
- ANT1 FM 102.7 & 103.7

România
- Asha Radio
- Kiss FM
- Magic FM
- One FM
- Rock FM

### Canale radio neinvestite
- Play Radio Serbia
- Prvi Srpski Radio

### Telecomunicații
- ANTEL (transmisii de dată wireless)
- Audiotex (servicii de telefonie mobilă)

### Publicații
- Daphne Communications S.A.

### Muzică
- 314 Records
- Heaven Music

### Educație
- Antenna Media Lab
- Antenna Screenwriting Academy